# Salerano Canavese
Pour les articles homonymes, voir Canavese.
Salerano Canavese (en français Saleran-en-Canavais) est une commune italienne de la ville métropolitaine de Turin dans la région Piémont en Italie.

## Administration
| Période                                  | Période  | Identité    | Étiquette | Qualité |
| ---------------------------------------- | -------- | ----------- | --------- | ------- |
| 7 juillet 2005                           | En cours | Elio Ottino | civica    |         |
| Les données manquantes sont à compléter. |          |             |           |         |

### Communes limitrophes
Ivrea, Fiorano Canavese, Banchette, Samone (Turin), Loranzè